# Swetlana Alexandrowna Alexijewitsch

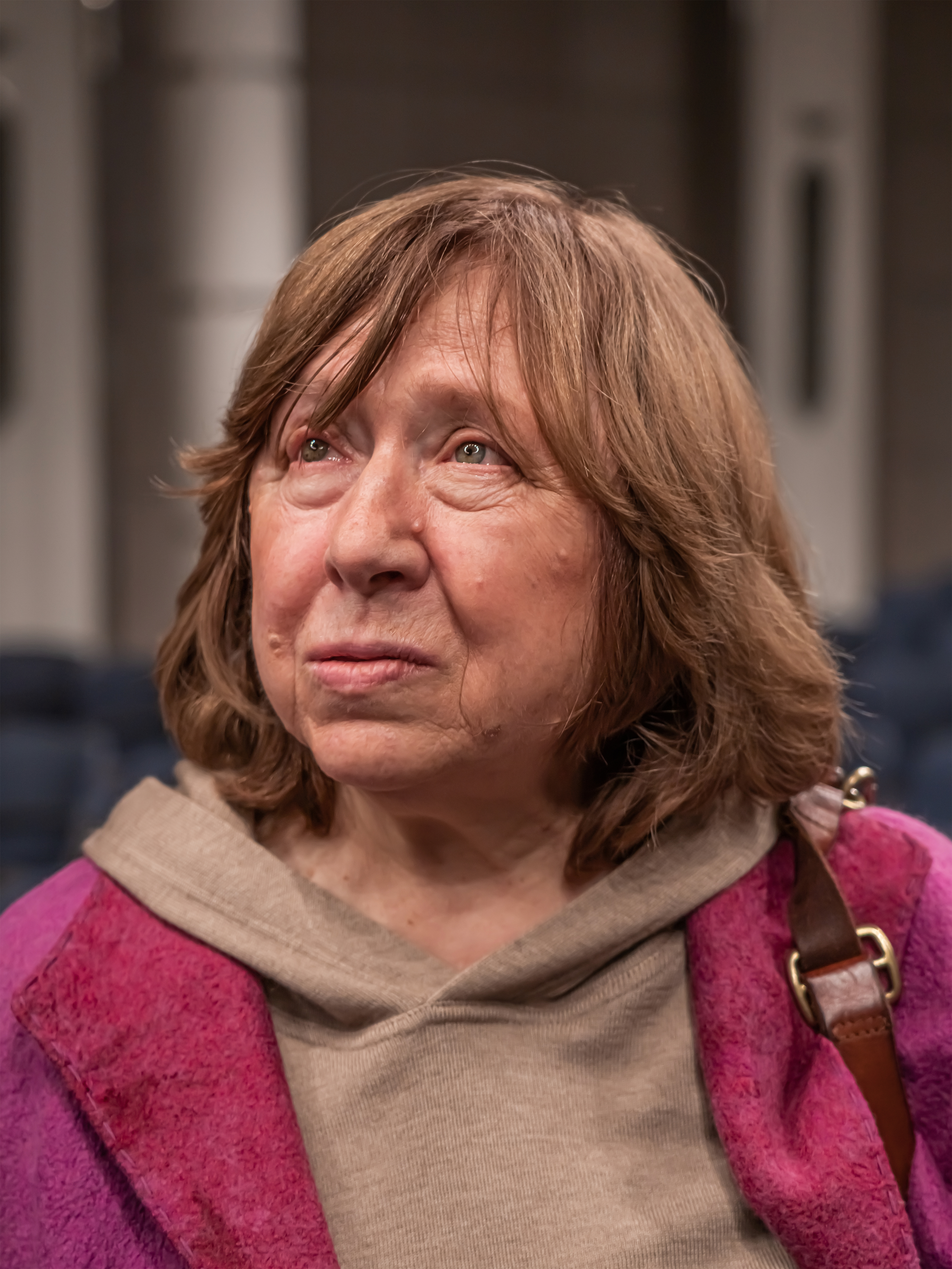
Swetlana Alexijewitsch (2024)

Swetlana Alexandrowna Alexijewitsch (* 31. Mai 1948 in Stanislaw, Ukrainische Sozialistische Sowjetrepublik, heute Iwano-Frankiwsk, belarussisch Святлана Аляксандраўна Алексіевіч, russisch Светлана Александровна Алексиевич; Betonung: Swetlána Alexándrowna Alexijéwitsch) ist eine belarussische Schriftstellerin. 2015 wurde ihr „für ihr vielstimmiges Werk, das dem Leiden und Mut in unserer Zeit ein Denkmal setzt“, der Nobelpreis für Literatur zugesprochen. Sie schreibt in russischer Sprache. Laut eigener Aussage reichen ihre Kenntnisse der belarussischen Sprache nicht aus, um in ihr zu schreiben.
Alexijewitsch befasst sich mit unterschiedlichen literarischen Genres wie Kurzgeschichten, Essays und Reportagen und hat eine Methode entwickelt, mit der literarisch eine größtmögliche Annäherung an das wahre Leben gelingt, in der Form einer Zusammenfassung individueller Stimmen als Collage des tagtäglichen Lebens.

## Leben und Wirken
Swetlana Alexandrowna Alexijewitsch kam 1948 im Westen der Sowjetrepublik Ukraine zur Welt. Ihre Mutter war Ukrainerin, ihr Vater war Belarusse, zum Zeitpunkt ihrer Geburt diente er in der Sowjetarmee. Nach dem Ende seiner Dienstzeit siedelte die Familie in die Sowjetrepublik Weißrussland über. Dort arbeiteten die Eltern als Lehrer in einem Dorf, wo Swetlana auch ihre Kindheit verbrachte. An der Lenin-Universität in Minsk (heute: Belarussische Staatliche Universität) studierte sie bis 1972 Journalistik. Im Anschluss war sie für eine Lokalzeitung sowie als Lehrerin tätig. Ein Jahr später arbeitete sie für die Land-Zeitung in Minsk. Im Jahr 1976 wechselte sie als Korrespondentin zum Literaturmagazin Neman.
In dem Buch Der Krieg hat kein weibliches Gesicht, das sie im Jahr 1983 vollendete, wandte Alexijewitsch ihre besondere Herangehensweise zum ersten Mal an: eine Collage aus individuellen Stimmen auf der Grundlage ihrer Interviews über Schicksale sowjetischer Soldatinnen im Zweiten Weltkrieg. Die sowjetische Zensurbehörde Glawlit klagte sie in der Folge an, die „Ehre des Großen Vaterländischen Krieges“ beschmutzt zu haben; sie habe eine „antikommunistische Haltung“. Daraufhin verlor sie ihre Stellung. Der Krieg hat kein weibliches Gesicht erschien erst 1985 (dt. 1987) mit Beginn der Perestroika in der Sowjetunion als Buch. Auf der Grundlage der Materialsammlung von Swetlana Alexijewitsch (ca. 500 Tonbandprotokolle) drehte der belarussische Regisseur Wiktar Daschuk 1980 bis 1984 den siebenteiligen Dokumentarfilm Der Krieg hat kein weibliches Gesicht. Einer der Filmteile erhielt 1983 auf dem Leipziger Dokumentarfilmfestival einen der Hauptpreise (Silberne Taube) und den Findlingspreis. 1985 wurde der Regisseur für den Film mit dem Staatspreis der UdSSR ausgezeichnet.
Zeitgleich mit dem Buch Der Krieg hat kein weibliches Gesicht erschien das nächste Werk von Swetlana Alexijewitsch, Die letzten Zeugen (1985, deutsch 1989). Darin thematisiert sie unter anderen die Erlebnisse ihrer eigenen Familie im Krieg und unter der Herrschaft Stalins.
Für Zinkjungen (1989, dt. 1992) interviewte sie mehr als fünfhundert Veteranen aus dem sowjetischen Afghanistankrieg und Mütter von gefallenen Soldaten. Der Titel Zinkjungen bezieht sich auf die toten Soldaten, deren Leichen in Zinksärgen überführt wurden. Ab 1992 musste sie sich für dieses Buch mehrfach vor einem Gericht in Minsk verantworten; zu einer Verurteilung kam es aber nicht. Nach Im Banne des Todes (1993, deutsch 1994) folgte (1997, auch deutsch) ihr Werk über die Nuklearkatastrophe von Tschernobyl unter dem Titel Tschernobyl. Eine Chronik der Zukunft mit erschütternden Berichten der von der Atomkatastrophe betroffenen Menschen.

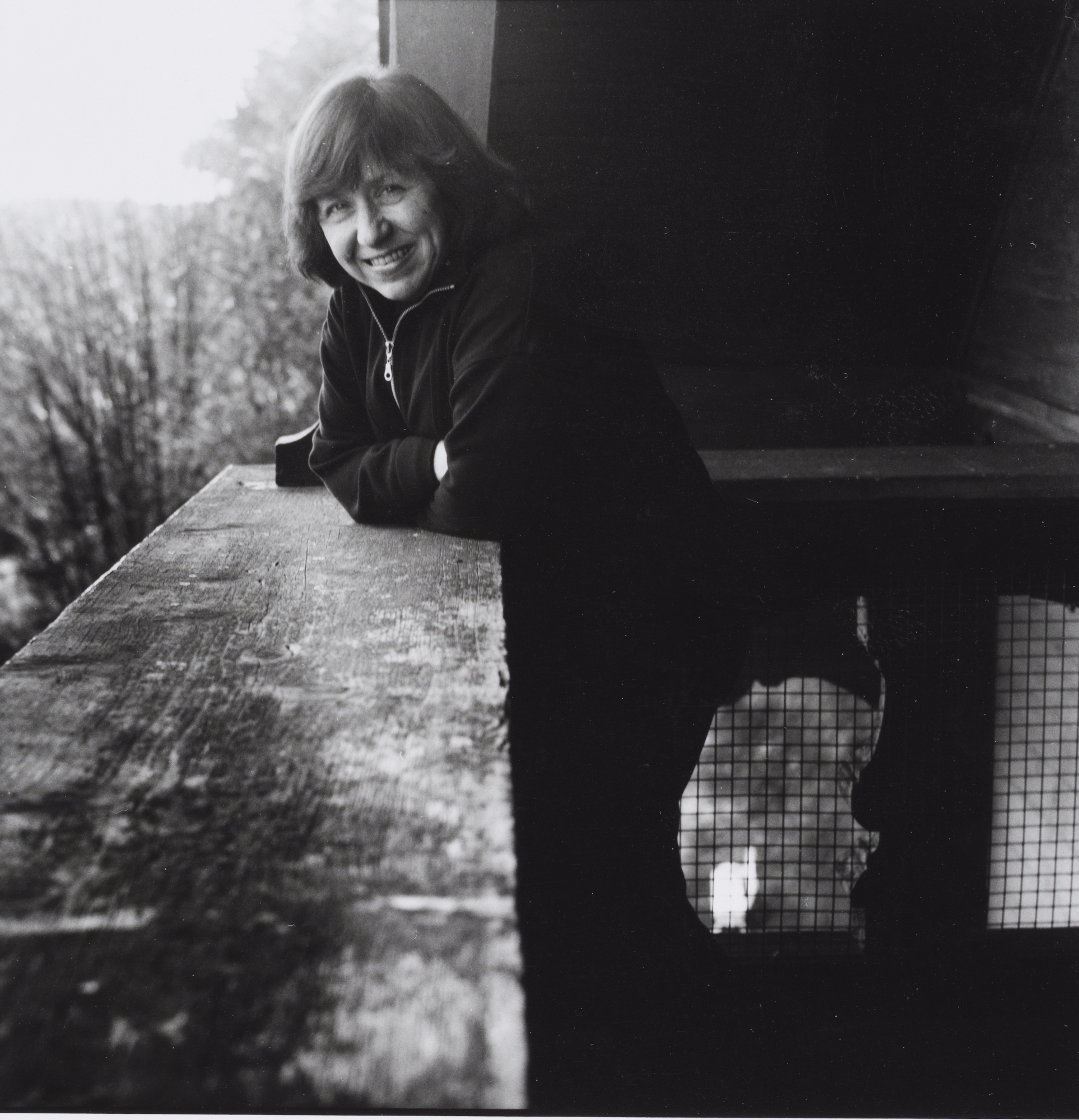
Svetlana Alexijewitsch in der Villa Waldberta, vor 1997

Alexijewitsch wurde mehrfach für ihre engagierte Dokumentarprosa ausgezeichnet. Ihr Stück Gespräche mit Lebenden und Toten, für das sie über mehrere Jahre mit Menschen gesprochen hatte, für die die Katastrophe von Tschernobyl vom 26. April 1986 zum zentralen Ereignis ihres Lebens geriet, wurde 1999 zum Hörspiel des Jahres gewählt und im darauffolgenden Jahr mit dem Robert-Geisendörfer-Preis ausgezeichnet. Ihre Werke wurden in über 30 Sprachen übersetzt. Von 2003 bis 2005 war Alexijewitsch Mitglied der internationalen Jury des Lettre Ulysses Award für literarische Reportage.
Trotz ihrer oppositionellen Haltung gegenüber dem diktatorischen System unter Präsident Aljaksandr Lukaschenka in Belarus – ihr Telefon wurde abgehört, öffentliche Auftritte wurden untersagt – kehrte sie nach Aufenthalten in Paris, Stockholm und Berlin 2011 nach Minsk zurück.
Der Stiftungsrat des Friedenspreises des Deutschen Buchhandels wählte Alexijewitsch zur Trägerin des Friedenspreises 2013. Er ehre damit „die weißrussische Schriftstellerin, die die Lebenswelten ihrer Mitmenschen aus Weißrussland, Russland und der Ukraine nachzeichnet und in Demut und Großzügigkeit deren Leid und deren Leidenschaften Ausdruck verleiht“, so die Begründung der Jury. Weiterhin „lasse sie in ihren Berichten über Tschernobyl, über den sowjetischen Afghanistankrieg und über die unerfüllten Hoffnungen auf ein freiheitliches Land nach dem Auseinanderbrechen des Sowjetimperiums in der tragischen Chronik der Menschen einen Grundstrom existentieller Enttäuschungen spürbar werden.“ Die Verleihung fand während der Frankfurter Buchmesse am 13. Oktober 2013 in der Frankfurter Paulskirche statt.

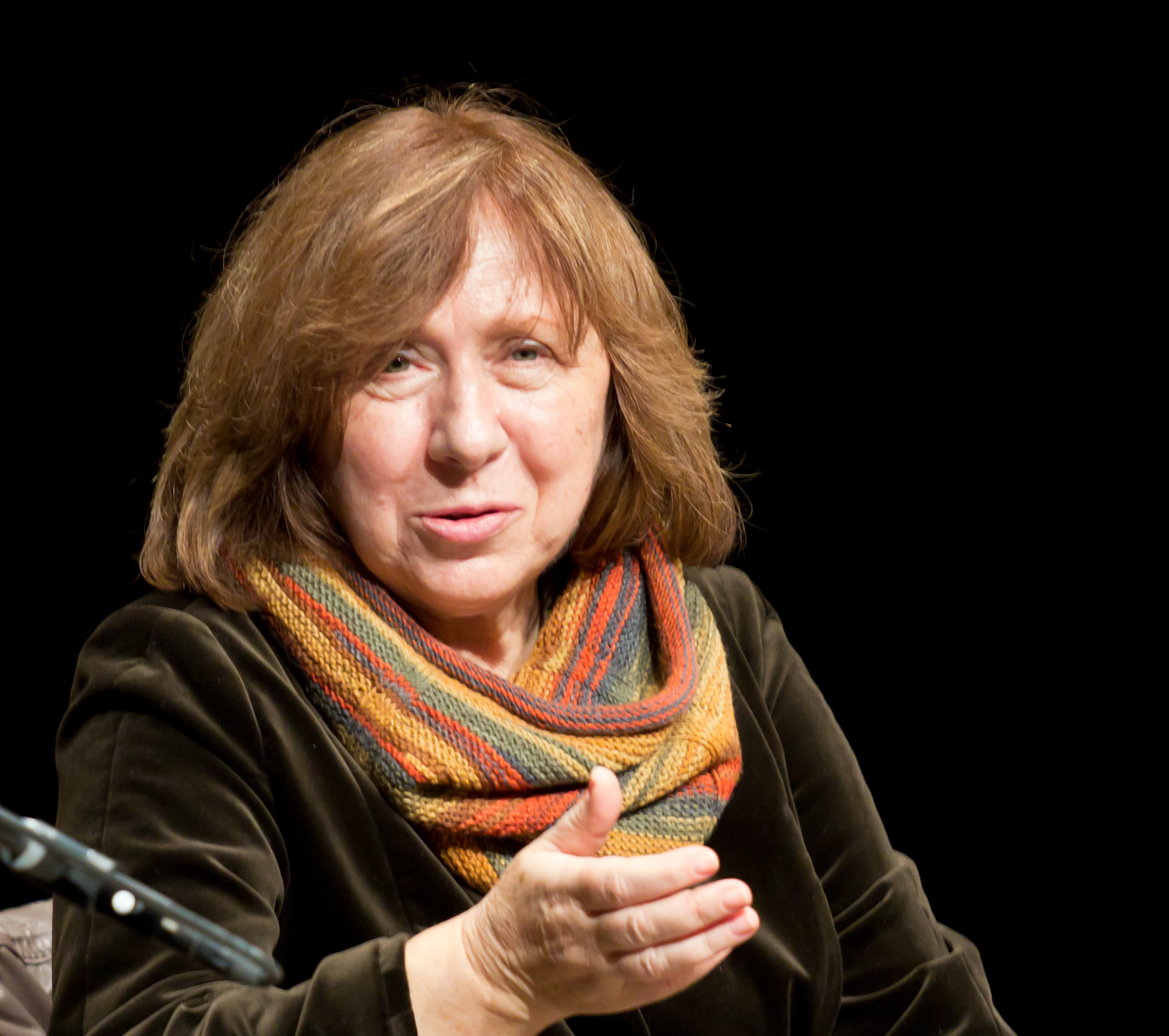
Swetlana Alexijewitsch (2013)

Wiederholt hat Alexijewitsch sich in aktuelle politische Debatten eingemischt. Sie kritisierte die innenpolitische Repression in Belarus unter Lukaschenka. Daraufhin leitete die Staatsanwaltschaft 2014 politisch motivierte Ermittlungen gegen ihren Verleger Ihar Lohwinau ein. Sie nennt auch die Resowjetisierung und Remilitarisierung der russischen Gesellschaft unter Wladimir Putin beim Namen. Dieser lüge seine Landsleute an und baue seine Macht auf deren „Sklavenmentalität“. Alexijewitsch sage über diese Mentalität:

„Man spricht nicht vom eigenen Schmerz, darüber, dass die Grosseltern erschossen oder in den Gulag gesteckt wurden - sondern, man spricht davon, dass der Panzer (das Denkmal) so wichtig ist.“

Am 8. Oktober 2015 wurde Alexijewitsch der Literaturnobelpreis für 2015 zuerkannt „… für ihr vielstimmiges Werk, das dem Leiden und dem Mut in unserer Zeit ein Denkmal setzt“. Die Schriftstellerin lebte im Exil, ist aber nach der Verleihung des Nobelpreises nach Minsk zurückgekehrt.
Alexijewitsch gehörte 2018 zu den Erstunterzeichnern eines offenen Briefs an die deutsche Bundeskanzlerin und den Bundesaußenminister, in dem diese darum gebeten werden, sich für die Freilassung des in Russland inhaftierten ukrainischen Filmemachers Oleh Senzow einzusetzen. Nach der Präsidentschaftswahl in Belarus 2020 hat Alexijewitsch den diktatorisch regierenden Aljaksandr Lukaschenka dazu aufgerufen, zurückzutreten und das Land zu verlassen. Während der Proteste in Belarus ab 2020 wurde sie Mitglied im Koordinierungsrat der einstigen Präsidentschaftskandidatin Swjatlana Zichanouskaja. Sie ist nach einer Reihe von Verhaftungen und ungesetzlichen Entführungen das letzte Führungsmitglied der Opposition, das in Minsk noch in Freiheit ist. Weil auch sie bereits bedroht wurde, statten EU-Diplomaten der Literaturpreisträgerin Besuche ab – und schützen sie so etwas. Am 28. September 2020 ist sie nach Deutschland ausgereist. Laut widersprüchlichen Angaben ihrer Mitarbeiter ist die Ausreise nicht politisch motiviert und nicht dauerhaft.

## Auszeichnungen

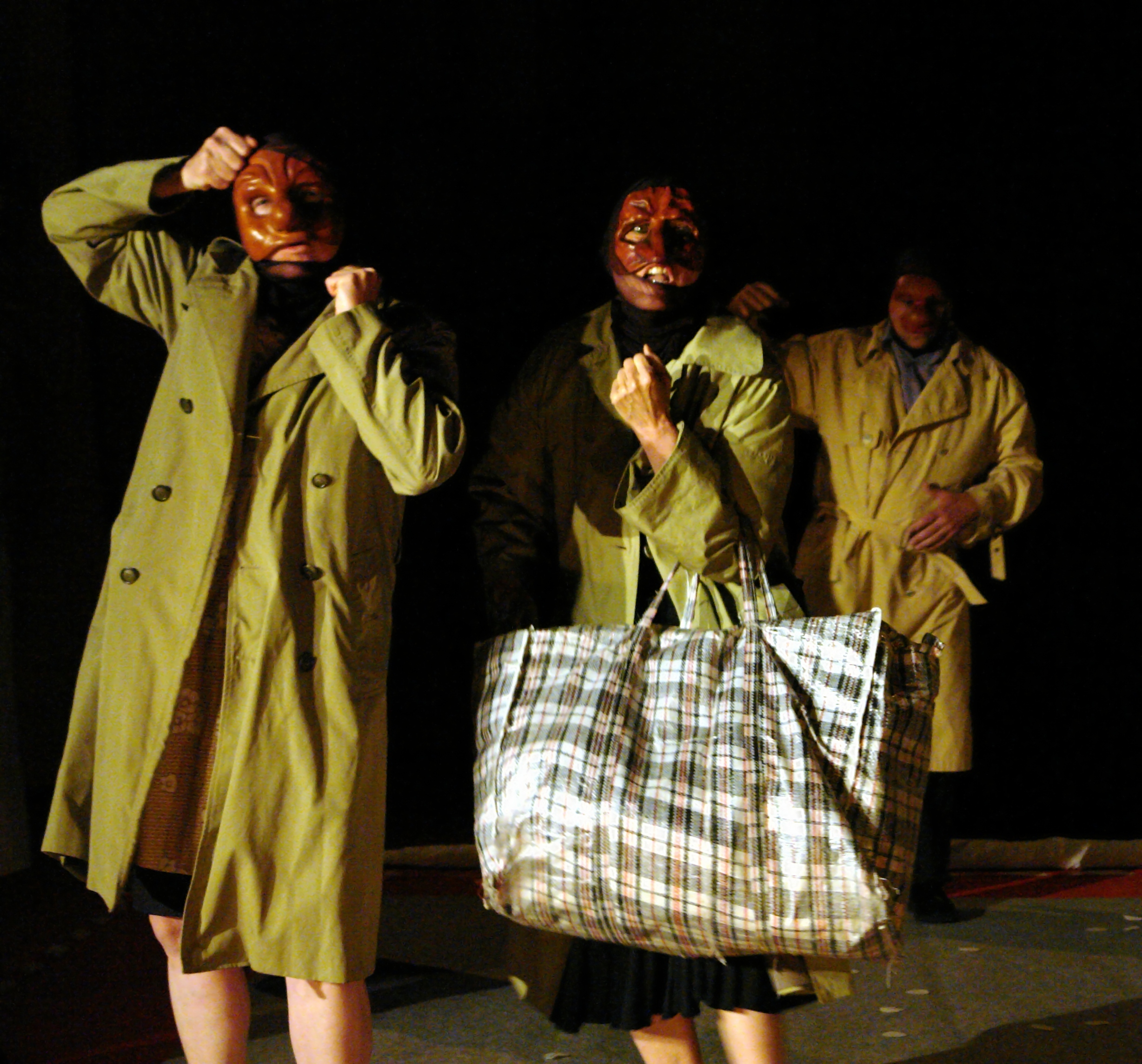
Szenenbild aus der Aufführung Gespräche mit Lebenden und Toten, Genf, 25. April 2009

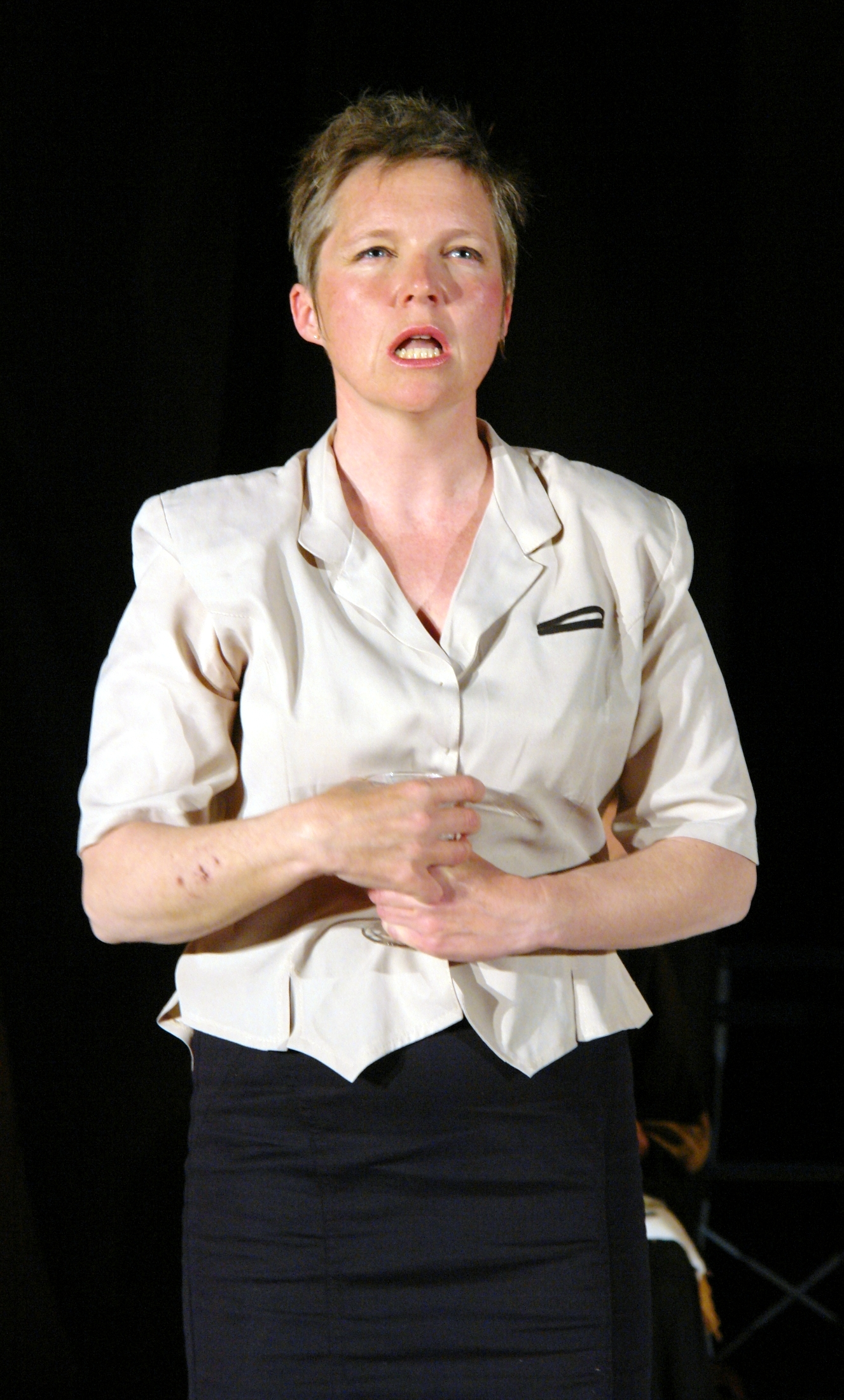
Szenenbild aus der Aufführung Gespräche mit Lebenden und Toten, Genf, 25. April 2009

- 1984: Nikolai-Ostrowski-Literaturpreis[5]
- 1985: Fedin-Literaturpreis
- 1986: Preis des Leninschen Komsomol (für das Buch Der Krieg hat kein weibliches Gesicht)
- 1996: Tucholsky-Preis des schwedischen P.E.N.[23]
- 1998: Leipziger Buchpreis zur Europäischen Verständigung (Hauptpreis)
- 1998: Das politische Buch, Preis der Friedrich-Ebert-Stiftung
- 1999: Herder-Preis
- 2000: Robert-Geisendörfer-Preis (für "Gespräche mit Lebenden und Toten nach „Tschernobyl – Eine Chronik der Zukunft“)
- 2001: Erich-Maria-Remarque-Friedenspreis
- 2005: National Book Critics Circle Award (Kategorie Sachbuch)
- 2011: Ryszard-Kapuścińki-Preis für literarische Reportagen, Polen für die polnische Übersetzung von Der Krieg hat kein weibliches Gesicht
- 2013: Friedenspreis des Deutschen Buchhandels[24][25]
- 2013: Prix Médicis essai für La fin de l’homme rouge
- 2015: Nobelpreis für Literatur
- 2018: Anna-Politkowskaja-Preis
- 2020: Sacharow-Preis (unter den genannten Vertretern der demokratischen Opposition in Belarus)[26]
- 2021: Großes Bundesverdienstkreuz[27]
- 2021: Sonning-Preis
- 2022: Premi Internacional Catalunya

## Werke in deutscher Sprache

### Bücher
- Der Krieg hat kein weibliches Gesicht. Sowjetliteratur H. 3 S. 60–125 (Auszug), Moskau 1985, ISSN 0202-1889.
  - Henschel, Berlin 1987, ISBN 978-3-362-00159-5.
  - Erweiterte und aktualisierte Neuausgabe; übersetzt von Ganna-Maria Braungardt. Hanser Berlin, München 2013, ISBN 978-3-446-24525-9.
- Zinkjungen. Afghanistan und die Folgen. Fischer, Frankfurt am Main 1992, ISBN 978-3-10-000816-9.[28]
  - Erweiterte und aktualisierte Neuausgabe. Hanser Berlin, München 2014, ISBN 978-3-446-24528-0.
- Seht mal, wie ihr lebt. Russische Schicksale nach dem Umbruch. Aufbau, Berlin 1999, ISBN 3-7466-7020-9. (Deutsche Erstausgabe: Fischer, Frankfurt am Main 1994 unter dem Titel Im Banne des Todes. Geschichten russischer Selbstmörder. ISBN 3-10-000818-9).
- Die letzten Zeugen. Kinder im Zweiten Weltkrieg. Sowjetliteratur H. 3 S. 89–111 (Auszug, Nachw. Ales Adamowitsch), Moskau 1989, ISSN 0202-1889.
  - Neues Leben, Berlin 1989; neu: Aufbau, Berlin 2005, ISBN 3-7466-8133-2. (Originaltitel:  Poslednyje swedeteli). Neubearbeitung und Aktualisierung 2008. Aus dem Russischen von Ganna-Maria Braungardt. Hanser Berlin, Berlin 2014, ISBN 978-3-446-24647-8
- Tschernobyl. Eine Chronik der Zukunft. Übersetzt von Ingeborg Kolinko. Berlin Verlag, Berlin 1997, ISBN 978-3-8270-0215-0. Weitere Ausgaben: Aufbau, Berlin 2006, ISBN 3-7466-7023-3. Taschenbuchausgaben: Berlin Verlag, 2006, ISBN 978-3-8333-0357-9; Piper, München 2015, ISBN 978-3-492-30625-6.
- Secondhand-Zeit. Leben auf den Trümmern des Sozialismus. Hanser Berlin, München 2013, ISBN 978-3-446-24150-3; als Taschenbuch: Suhrkamp, Berlin 2015, ISBN 978-3-518-46572-1.[29]

### Reden, Interviews und Gespräche
- Was bleibt vom «roten Menschen»?. Swetlana Alexijewitsch im Gespräch mit Philine Bickhardt, , in:  Republik, Zürich, 3. Mai 2024
- Swetlana Alexijewitsch über Russlands ewigen Militarismus. Rückfall in unselige Zeiten. Die Fragen stellt Andreas Breitenstein. In: NZZ, 14. März 2015.
- Warum bin ich in die Hölle hinabgestiegen? Dankesrede (pdf, S. 11–15),  Friedenspreis des Deutschen Buchhandels 2013, friedenspreis-des-deutschen-buchhandels.de
- Radioaktives Feuer. Warum die Erfahrung von Tschernobyl unser Weltbild in Frage stellt. Swetlana Alexijewitsch im Gespräch mit Paul Virilio. In: Lettre International, Ausgabe 60, Frühjahr 2003, S. 11–15.
- Selbsttötung als letztes Argument. Über Freitod in Rußland. Swetlana Alexijewitsch im  Gespräch mit Alexander Kluge: In: News & Stories (dctp), Sat.1, 3. Oktober 1994.

### Bearbeitungen anderer für Hörspiel und Theater (Auswahl)
- Tschernobyl. Eine Chronik der Zukunft". Theaterabend nach Swetlana Alexijewitsch. Freies Schauspiel Ensemble Frankfurt 2014, Bearbeitung und Regie: Reinhard Hinzpeter.
- Gespräche mit Lebenden und Toten. Hörspielbearbeitung: Frank Werner. Regie: Ulrich Gerhardt. Prod.: SR/NDR/SFB-ORB/WDR, 1998, ISBN 3-89584-699-6.
- Der Krieg hat kein weibliches Gesicht. Nach Swetlana Alexijewitsch. Düsseldorfer Schauspielhaus 2012, Bearbeitung und Regie: Michał Borczuch mit Tomasz Śpiewak.
- Secondhand-Zeit.
  - Schauspielhaus Graz, Premiere 1. Dezember 2016, Regie Alia Luque[30]
  - Staatsschauspiel Dresden, Premiere 25. Februar 2017, Regie David Benjamin Brückel, Darsteller aus der ehemaligen Sowjetunion[31]
  - Thalia-Theater Hamburg, Premiere 27. September 2017, Regie Johanna Louise Witt, Darstellerin Alicia Aumüller[32][33]

Der russische Komponist Sergej Newski schuf 2018 eine gleichnamige Oper nach dem Text Alexijewitschs.